# Liste der Bodendenkmale in Kittlitz
In der Liste der Bodendenkmale in Kittlitz sind die Bodendenkmale der Gemeinde Kittlitz nach dem Stand der Bodendenkmalliste des Archäologischen Landesamts Schleswig-Holstein von 2016 aufgelistet. Die Baudenkmale sind in der Liste der Kulturdenkmale in Kittlitz aufgeführt.
| Denkmal-ID           | Befundart               | Bezeichnung                              | Zeitstellung                 | Lage | Bemerkungen         | Bild |
| -------------------- | ----------------------- | ---------------------------------------- | ---------------------------- | ---- | ------------------- | ---- |
| aKD-ALSH-Nr. 000 693 | Grabmal > Grabhügel     | Grabhügel                                | Vor- und/oder Frühgeschichte |      |                     |      |
| aKD-ALSH-Nr. 000 694 | Grabmal > Großsteingrab | Steinkammer „Botterbarg“                 | Neolithikum                  |      | = Kittlitz LA 21    |      |
| aKD-ALSH-Nr. 000 695 | besonderer Stein        | Inschriftenstein/Grenzstein/Schalenstein |                              |      |                     |      |
| aKD-ALSH-Nr. 000 696 | besonderer Stein        | Inschriftenstein/Grenzstein/Schalenstein |                              |      |                     |      |
| aKD-ALSH-Nr. 000 697 | Befestigung > Burg      | Burg/Motte/Ringwall/Turmhügel            | Mittelalter                  |      | slawischer Burgwall |      |